# شنا در مسابقات جهانی ورزش‌های آبی ۲۰۱۱
شنا یکی از رشته‌های ورزشی مسابقات جهانی ورزش‌های آبی ۲۰۱۱ بوده است.

## جدول مدال‌ها
| رتبه  | کشور                | طلا | نقره | برنز | مجموع |
| ۱     | ایالات متحده آمریکا | ۱۶  | ۵    | ۸    | ۲۹    |
| ۲     | چین                 | ۵   | ۲    | ۷    | ۱۴    |
| ۳     | برزیل               | ۳   | ۰    | ۰    | ۳     |
| ۴     | استرالیا            | ۲   | ۸    | ۳    | ۱۳    |
| ۵     | فرانسه              | ۲   | ۳    | ۵    | ۱۰    |
| ۶     | بریتانیا            | ۲   | ۳    | ۰    | ۵     |
| ۶     | ایتالیا             | ۲   | ۳    | ۰    | ۵     |
| ۸     | هلند                | ۲   | ۱    | ۳    | ۶     |
| ۹     | دانمارک             | ۲   | ۱    | ۰    | ۳     |
| ۱۰    | روسیه               | ۱   | ۳    | ۰    | ۴     |
| ۱۱    | سوئد                | ۱   | ۱    | ۰    | ۲     |
| ۱۲    | مجارستان            | ۱   | ۰    | ۳    | ۴     |
| ۱۳    | بلاروس              | ۱   | ۰    | ۰    | ۱     |
| ۱۳    | نروژ                | ۱   | ۰    | ۰    | ۱     |
| ۱۳    | کره جنوبی           | ۱   | ۰    | ۰    | ۱     |
| ۱۶    | ژاپن                | ۰   | ۴    | ۲    | ۶     |
| ۱۷    | کانادا              | ۰   | ۳    | ۱    | ۴     |
| ۱۸    | لهستان              | ۰   | ۱    | ۰    | ۱     |
| ۱۹    | آلمان               | ۰   | ۰    | ۵    | ۵     |
| ۲۰    | آفریقای جنوبی       | ۰   | ۰    | ۳    | ۳     |
| مجموع | مجموع               | ۴۲  | ۳۸   | ۴۰   | ۱۲۰   |